# فضيحة في بلغرافيا (كتاب)
فضيحة في بلغرافيا هو كتاب صدر عام 1991 للمؤلف البريطاني روبرت بارنارد. تم نشر الكتاب لأول مرة في أغسطس 1991 من قبل أبناء تشارلز سكريبنر ومنذ ذلك الحين تم إعادة طبعه لعدة مرات وتم إصداره أيضًا في تنسيقات إلكترونية. فازت الرواية بجائزة Nero عام 1992. 

## القصة
تدور أحداث القصة في لندن، ووقعت جريمة القتل في منطقة بلغرافيا الثرية. يرويها بيتر بروكتور، سياسي سابق.أثناء كتابته لمذكراته، يتذكر بروكتور مقتل صديقه المقرب منذ سنوات عديدة، عندما كان دبلوماسيًا في وزارة الخارجية و شؤون الكومنولث. كان صديقه، تيموثي ويكليف، حفيد مركيز وابن سياسي، مغامرًا وطموحًا و لديه روح الدعابة ومثليًا - قبل تقنين المثلية الجنسية. يشرع بروكتور في العثور على الحقيقة وراء وفاة صديقه.

## الاستقبال
حصل الكتاب على آراء إيجابية عند إصداره. أشادت بابليشرز ويكلي به باعتباره «أنيق»، ولاحظت أن «برنارد يصور ببراعة لندن البائسة التي تكافح في الخمسينيات من القرن الماضي، وفشل السويس كرمز لموت الإمبراطورية وقتل تيموثي كرمز لمناخ اجتماعي مختلف تمامًا»، في حين اعتبرتها مراجعات كيركس أنها «منغمسة بهدوء» طوال الوقت. فازت بجائزة Nero في نفس العام.
الناقد مارتن إدواردز في Mystery Scene، في تقييم عام 2012 لمجموعة أعمال برنارد خلال مسيرته المهنية التي استمرت أربعين عامًا، افتتح «... وإذا طُلب مني تسمية رواية بارنارد المفضلة على الإطلاق، [ستكون] مرشحًا قويًا، لأسباب ليس أقلها تطور رائع في الحبكة المتأخرة». كما أشار إلى أن نفس العنوان استخدم في حلقة مرشحة لجائزة إيمي (استندت حبكتها بشكل فضفاض إلى قصة شيرلوك هولمز «فضيحة في بوهيميا») من سلسلة بي بي سي شيرلوك.